# 陳仁和
陳仁和（1922年7月20日—1989年11月），臺灣建築師，澎湖縣白沙鄉人，是屏東驛前大和旅社創建人陳量的長子。

## 生平
出生於澎湖吉貝白沙庄，幼時在澎湖就讀公學校，後因舉家遷移至屏東市而轉學至阿緱公學校就讀高雄中學。父親陳量於1937年籌建屏東的新大和旅社，陳仁和自述此時的生活啟蒙對於建築的興趣。高雄中學畢業後就讀於日本早稻田大學專門部理工學部建築科，畢業後回到臺灣，曾受聘任教於高雄工業職業學校，後轉入公部門任職，1951年於高雄設立建築師事務所，也曾任高雄市建築公會常務理事。因其設計的三信家商波浪大樓，於1967年4月30日榮獲第一屆建築金鼎獎（同屆獲獎的還有林慶豐、王大閎、陳其寬
、修澤蘭、沈祖海、楊卓成
），得到第一屆十大優秀建築師之榮銜。 陳仁和是臺灣早期少數留日建築師之一，也是臺灣戰後第一代重要的建築師。

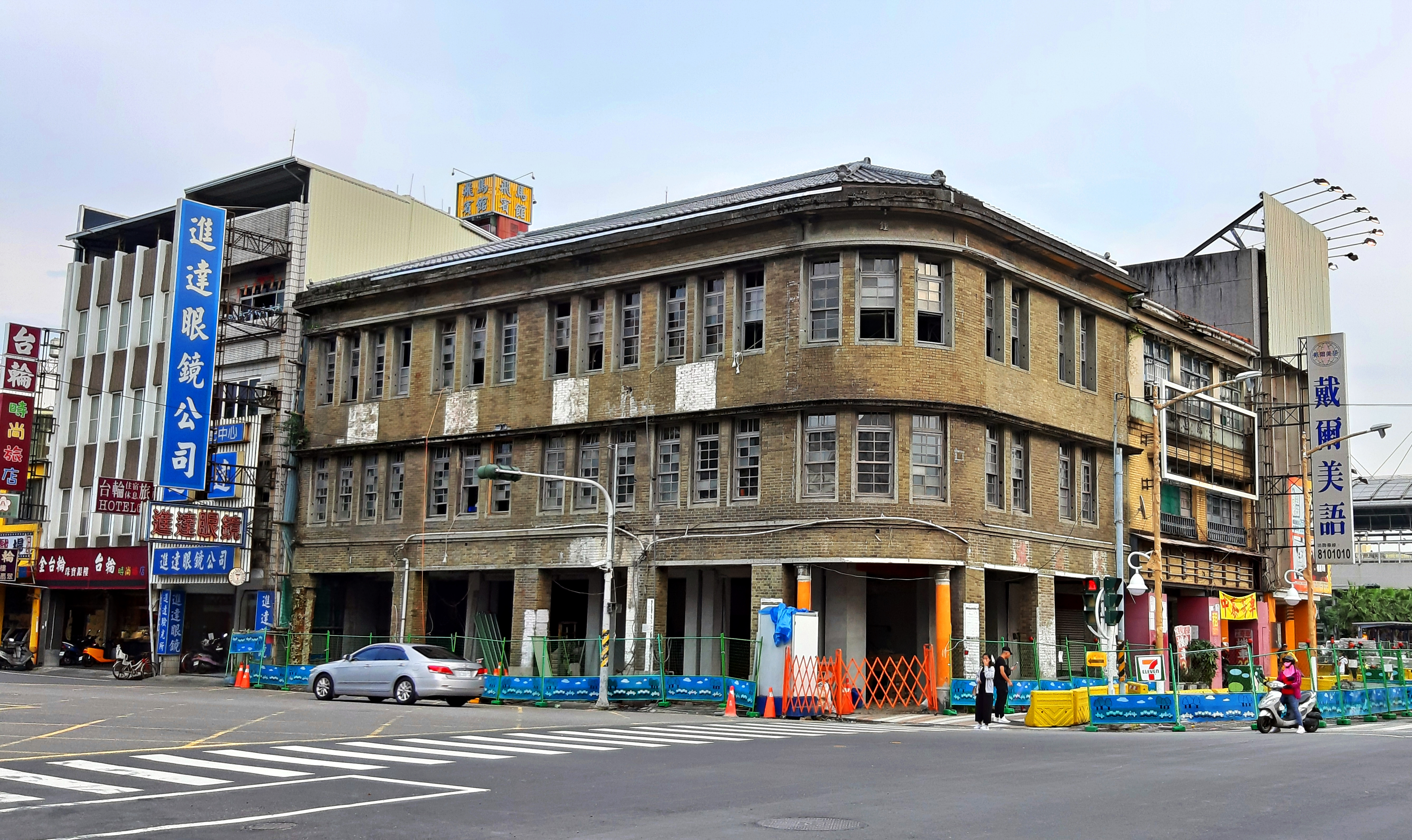
屏東驛前大和旅社

## 人脈關係
陳仁和從日本早稻田大學建築學科畢業後，其學長林慶豐（1913-1995）於1948年引薦陳仁和進入臺北市政府工務局工作。1952年受早稻田大學建築科學長陳清全委託，設計位於苓雅區成功路第五派出所後方的二層樓透天連棟住宅，並分得其中一棟作為住所，此案為陳仁和第一個正式的設計委託作品。
高雄三信家商的創辦人林瓊瑤（1919-1979，高雄市人），亦為日本東京早稻田大學畢業（政治經濟科），是陳仁和設計高雄三校家商校舍的業主。

## 建築風格
陳仁和是臺灣戰後第一代重要的建築師，恰逢1950年代現代主義建築國際風格的大趨勢，意識到本土地域性與臺灣建築特色的流失，發展出具有表現性同時又深具在地特色與文化自明性之建築創作脈絡，並於1960年代初臻至成熟。其作品多分佈於現今高雄市中，其生涯共完成多達百件作品，其中多見大量格子樑的使用，同時亦以一種新的方式詮釋具有文化涵構之傳統風格。
目前所知他最早的大型建築作品是為省立高雄商業職業學校鳳山分校設計的各式新建工程，因篤信佛教，也參與許多寺廟或宗祠工程。

## 代表作品
| 城市   | 作品                                               | 年份        | 圖片                 | 備註 |
| ------ | -------------------------------------------------- | ----------- | -------------------- | --- |
| 高雄市 | 高雄佛教堂                                         | 1955年      | 高雄佛教堂           | |
| 新竹市 | 新竹壹同寺靈塔                                     | 1957年      |                      | 福藏寶塔。 |
| 高雄市 | 高雄宏法寺                                         | 1957-64年   |                      | 1989年拆除重建。 |
| 屏東縣 | 天主教道明會東港天主堂                             | 1960年      |                      | 與西德籍工程師路易士（Rainer L.Nevcsh）合作， 2006年公告為屏東縣歷史建築。                                                                                               |
| 高雄市 | 高雄市三信家商學生活動中心                         | 1962-63年   | 三信家商學生活動中心 | 甲一營造興建，位於高雄市三多一路三信家商內，具有普通的柱樑結構，清水混凝土的表現。今外表貼覆磁磚， 2019年公告為高雄市歷史建築。                                          |
| 高雄市 | 高雄市三信家商波浪大樓                             | 1963-64年   |                      | 甲一營造興建，位於高雄市三多一路三信家商內，建築左右對稱，中間為巨大塔樓，以波浪地板形成階梯教室。頂樓設日式兩坡水曲頂，屋脊兩端有象鼻雕塑。2019年公告為高雄市歷史建築。 |
| 高雄市 | 高雄市大同國小禮堂                                 | 1963年      |                      | 1990年拆除。 |
| 高雄市 | 高雄市大同國小民生樓                               | 1963年      |                      | 已拆除。 |
| 高雄市 | 大同國小北側教室                                   | 1963年      |                      | 外表已貼覆磁磚。 |
| 高雄市 | 高雄商職校本部（百齡大樓、實踐大樓、教職員宿舍等） | 1963年      |                      | 已拆除。 |
| 澎湖縣 | 吉貝武聖殿                                         | 1963年      |                      | 已拆除重建。 |
| 高雄市 | 高雄壽山寺                                         | 1964年      |                      | 已拆除。 |
| 高雄市 | 高雄市萬龍戲院                                     | 1964年      |                      | |
| 基隆市 | 基隆海會寺靈塔                                     | 1967年      |                      | 海會塔。 |
| 台東縣 | 台東農業職業學校機工及電工科第一實習工廠           | 1967年      |                      | 今臺東專校電機科館。 |
| 高雄縣 | 鳳山市農會大樓                                     | 1969年      |                      | 中正路42號(鳳山天公廟後方)，已拆除。 |
| 高雄市 | 臺灣新聞報社乙種公寓住宅（新聞一邨）               | 1969年      |                      | 三民區天津街76-4號。 |
| 高雄市 | 高吉武聖殿                                         | 1969-70年   |                      | |
| 高雄縣 | 高雄市大崗山龍湖庵大殿                             | 1970年      |                      | |
| 高雄市 | 臺灣新聞報社新聞二邨                               | 1970年      |                      | 位於嫩江街、安寧街街口，已拆除。 |
| 高雄市 | 高雄佛教慈愛院慈愛居院改建                         | 1971年      |                      | 今佛教慈愛院，外表已貼覆磁磚。 |
| 高雄市 | 高雄市鹽埕區公所增建工程                           | 1971年      |                      | 已拆除。 |
| 高雄縣 | 高雄稅捐稽征處旗山分處                             | 1971-72年   |                      | |
| 澎湖縣 | 吉貝觀音寺                                         | 1972年      |                      | 2017年拆除重建。 |
| 高雄市 | 鳳山明善寺、明善塔                                 | 1972年      |                      | |
| 高雄縣 | 高雄市澄清寺大殿                                   | 1973年      |                      | |
| 高雄縣 | 林迦紀念塔                                         | 1973-77年   |                      | 位於燕巢區三信墓園。 |
| 高雄縣 | 鳳山農會肉品市場                                   | 1976年      |                      | 1985年增建。 |
| 高雄市 | 高雄紫元塔                                         | 1979-1981年 |                      | 外觀由蔡武良設計。 |
| 高雄市 | 張昌城住宅                                         | 1981年      |                      | 高雄市新興區七賢一路104號。 |
| 高雄縣 | 鳳山市農會五甲辦事處                               | 1983-85年   |                      | 華眾營造工程股份有限公司興建。 |
| 高雄縣 | 高雄縣鳳山稅捐處辦公大樓                           |             |                      | 今高雄國稅局鳳山分局後棟，今外表已貼覆磁磚並改建。 |
| 高雄縣 | 高雄縣鳳山稅捐處眷屬宿舍                           |             |                      | 中山東路82巷46-52號。 |
| 高雄市 | 高雄區合會大樓                                     |             |                      | 新興區中正三路182號，今外表已貼覆磁磚。 |
| 澎湖縣 | 高雄區合會澎湖分公司辦公大樓                       |             |                      | 今玉山銀行澎湖分行，外表已貼覆磁磚並改建。 |
| 高雄市 | 高雄市第二信用合作社左營分社                       |             |                      | 左營大路255號，今外表已貼覆磁磚並改建。 |
| 高雄市 | 高雄市第三信用合作社增建                           |             |                      | 原為蔡欲修設計之興業信用組合事務所， 今外表已貼覆磁磚並改建。 |
| 高雄市 | 高雄市第四信用合作社三民分社                       |             |                      | 三民區中華三路306號，今外表已貼覆磁磚並改建。 |
| 高雄市 | 中油高雄煉油廠宿舍                                 |             |                      | 新興區復橫一路132號。 |
| 高雄縣 | 鳳山佛教蓮社增建住房                               |             |                      | 光明路鳳山佛教蓮社舊入口，今外表已貼覆磁磚並改建。 |
| 高雄縣 | 林氏宗祠                                           |             |                      | 位於仁武區烏林里。 |
| 高雄縣 | 省立鳳山商業職業學校校舍                           |             |                      | 已拆除。 |
| 高雄縣 | 省立鳳山商業職業學校公教住宅                       |             |                      | 已拆除。 |
| 高雄市 | 省立高雄中學校音樂教室                             |             |                      | 已拆除。 |
| 高雄市 | 高雄市立第二中學中山大樓                           |             |                      | 位於今前金國中，已拆除。 |
| 高雄市 | 高雄少年感化院                                     |             |                      | 已拆除。 |
| 高雄市 | 高雄地方法院（原高雄州廳）增建                     |             |                      | 已拆除。 |
| 高雄市 | 高雄地方法院院長宿舍增建                           |             |                      | 已拆除。 |
| 高雄市 | 高雄地方法院看守所（原打狗檢糖所）增建             |             |                      | 已拆除。 |
| 高雄市 | 楠梓媽祖廟講堂                                     |             |                      | 已拆除。 |
| 高雄市 | 大明電池股份有限公司庫房                           |             |                      | 位於中庸街223巷、中華橫路、中都街間街廓，已拆除。 |
| 高雄縣 | 旗山戲院改建工程                                   |             |                      | 已拆除。 |
| 屏東縣 | 高雄青果合作社屏東分社辦事處設計工程               |             |                      | 1997-1999年間拆除。現址屏東市建國路328號(台灣中油千越建國加油站)。 |
| 高雄市 | 國語禮拜堂住宅                                     |             |                      | 現址現況不詳。 |
| 高雄市 | 台灣機械公司美援勞工住宅                           |             |                      | 現址現況不詳。 |
| 高雄市 | 台灣土地銀行高雄分行宿舍新建工程                   |             |                      | 現址現況不詳。 |
| 澎湖縣 | 吉貝陳氏宗祠                                       |             |                      | 現址現況不詳。 |

未興建
| 城市   | 作品                                                | 年份   | 圖片 | 備註                                         |
| ------ | --------------------------------------------------- | ------ | ---- | -------------------------------------------- |
| 澎湖縣 | 澎湖念佛會                                          |        |      |                                              |
| 高雄市 | 南龍大社區                                          |        |      | 位於楠梓區的社區住宅。                       |
| 高雄市 | 高雄大飯店計畫案                                    | 1966年 |      |                                              |
| 高雄市 | 萬壽山公園觀音大士立像計畫案                        | 1971年 |      |                                              |
| 高雄市 | 高雄美軍顧問團軍官俱樂部（MAAG Officer's Club）增建 | 1971年 |      | 美軍顧問團軍官俱樂部即是今海光俱樂部中餐廳。 |

## 引用資料
1. 1 2  柳青薰. . 臺灣博物季刊 (國立臺灣博物館). 2019, 38 (1): 52-59.
2. ↑  陳司斌. . ta台灣建築雜誌. 2010, (172).
3. 1 2  張雅倫. . 臺灣戰後第一代建築師：林慶豐及其建築機能主義. 2022-07-25: 208-222  [2023-03-08]. （原始内容存档于2023-03-08）.
4. ↑  國藝會. . （原始内容存档于2017-12-15） （中文（臺灣））.
5. ↑  台視新聞. . 1967-04-30  [2018-08-30]. （原始内容存档于2018-08-31） （中文（臺灣））.
6. ↑  台視新聞. . 1967-06-28  [2018-09-04]. （原始内容存档于2018-09-03） （中文（臺灣））.
7. ↑  林一宏.  (PDF). 國立臺灣博物館 103 年度自行研究計畫. 2014: 28  [2018-06-26]. （原始内容存档 (PDF)于2018-06-26）.
8. ↑  2016實構築. . 欣傳媒. 2016-07-26. （原始内容存档于2016-10-28） （中文（臺灣））.
9. 1 2 3  王, 俊雄; 徐, 明松. . 台北市: 木馬. 2017: 90-101. ISBN 9789863594673.
10. ↑  柳, 青薰. . 台南市: 國立成功大學建築學系碩士論文. 2017.
11. 1 2 3 4 5 6 7 8 9 10 11 12 13 14 15 16 17 18 19 20 21 22 23 24 25 26 27 28 29 30 31 32 33 34 35 36 37 38 39 40 41 42 43 44 45  . 國立臺灣博物館. （原始内容存档于2016-05-14） （中文（臺灣））.
12. ↑  漢寶德主編. . 建築雙月刊 (建築出版社). 1963-06, (8).
13. ↑  XOOPS. . www.amps.phc.edu.tw.   [2020-05-02] （中文（臺灣））.
14. ↑  慈怡法師. . （原始内容存档于2018-06-20） （中文（臺灣））.
15. ↑  . 文化資源地理資訊系統. （原始内容存档于2018-06-19） （中文（臺灣））.
16. ↑  高雄稅捐稽徵處旗山分處紀念碑
17. ↑   林曙光. . 高雄市: 春暉出版社. 1993-02: 247 （中文（臺灣））.
18. ↑  林迦紀念塔林迦翁事略碑(林曙光撰文)
19. 1 2  紫元塔沿革碑
20. 1 2  高雄市歷史博物館. . 高雄市歷史博物館. 2019-10-09  [2020-05-02]. （原始内容存档于2020-02-06）.
21. 1 2  高雄縣鳳山市農會五甲辦事處新建大樓落成紀念碑
22. ↑   沈孟穎.  (PDF). 國立成功大學. 2015: 129 （中文（臺灣））.